# کارآموز بزرگسال
کارآموز بزرگسال (انگلیسی: Adult Trainee؛‏ کره‌ای: 어른연습생) مجموعه تلویزیونی محصول کره جنوبی سال ۲۰۲۱ به کارگردانی یو هاک چان و جونگ هیونگ گون و با بازی ریو یی هیون، چو می یون، جو یو جونگ، ریو اون، کوان یونگ اون و کیم مین گی است. داستان این مجموعه کمدی دربارهٔ نسل زی است که بزرگ شده‌اند. این مجموعه از ۱۲ تا ۲۶ نوامبر ۲۰۲۱ از تیوینگ پخش شد.

## بازیگران

### اصلی
- ریو یی هیون در نقش سو جه مین[۲]
- چو می یون در نقش بانگ یه کیونگ[۲]
- جو یو جونگ در نقش یو را[۲]
- ریو اون در نقش نام هو[۲]
- کوان یونگ اون در نقش سون نا اون[۲]
- کیم مین گی در نقش چوی کانگ جون[۲]